# Семенівський заказник (Черкаська область)
Семенівський заказник — гідрологічний заказник місцевого значення. Об'єкт розташований на території Лисянського району Черкаської області, село Семенівка.
Площа — 4,7 га, статус отриманий у 1979 році.